# Крюковский сельсовет (Тамбовская область)
Крюковский сельсовет — сельское поселение в Моршанском районе Тамбовской области Российской Федерации.
Административный центр — село Крюково.

## История
Статус и границы сельского поселения установлены Законом Тамбовской области от 17 сентября 2004 года № 232-З «Об установлении границ и определении места нахождения представительных органов муниципальных образований в Тамбовской области».

## Население
| 2010  | 2012  | 2013  | 2014  | 2015  | 2016  | 2017  |
| ----- | ----- | ----- | ----- | ----- | ----- | ----- |
| 3299  | ↘3266 | ↗3319 | ↗3821 | ↘3802 | ↘3732 | ↘3658 |
| 2018  | 2019  | 2020  | 2021  |       |       |       |
| ↘3632 | ↘3529 | ↘3499 | ↗3875 |       |       |       |

## Состав сельского поселения
| № | Населённый пункт   | Тип населённого пункта       | Население |
| - | ------------------ | ---------------------------- | --------- |
| 1 | Базевского совхоза | посёлок                      | ↘438      |
| 2 | Крюково            | село, административный центр | ↗1478     |
| 3 | Питерка            | село                         | ↘44       |
| 4 | Плоская Дубрава    | село                         | ↗133      |
| 5 | Пригородный        | посёлок                      | ↘1054     |
| 6 | Сокольники         | село                         | ↗767      |